# Lorraine Hillas
Lorraine Mary Hillas OAM, vor Heirat Lorraine Mary Wharton (* 11. Dezember 1961), ist eine ehemalige australische Hockeyspielerin, die mit der Australischen Hockeynationalmannschaft 1988 Olympiasiegerin wurde.

## Sportliche Karriere
Bei den Olympischen Spielen 1984 in Los Angeles war Hillas in allen fünf Spielen dabei. Nachdem alle sechs Mannschaften gegen jede Mannschaft gespielt hatte, lagen die Mannschaften aus Vereinigten Staaten und Australien punkt- und torgleich auf dem dritten Platz. In einem Shootout gewann das US-Team die Bronzemedaille mit 10:5, an diesem Shootout war Hillas nicht beteiligt.
Zwei Jahre später bei der Weltmeisterschaft 1986 in Amstelveen wurden die Australierinnen in ihrer Vorrundengruppe nur Dritte, in den Spielen um die Plätze 5 bis 8 erreichten sie den sechsten Platz.
Bei den Olympischen Spielen 1988 in Seoul gewannen die Australierinnen im Finale gegen die Südkoreanerinnen mit 2:0. Eine Minute vor Ende des Finales  wurde Kim Small gegen Lorraine Hillas ausgewechselt, damit die bis dahin im Turnierverlauf nicht eingesetzte Hillas ebenfalls Anspruch auf die Überreichung einer Goldmedaille erwarb. Anfang 1989 wurde Kim Small wie alle Olympiasiegerinnen von 1988 in den Order of Australia aufgenommen.